# 巴巴多斯眾議院
巴巴多斯眾議院（House of Assembly of Barbados）是巴巴多斯議會兩院制的下議院眾議院。它有 30名國會議員(MPs)，他們在單一成員選區中直接選舉產生，採用簡單多數制（或以多數票通過），任期五年。眾議院每年大約有40至45天開會。